# Lubin Baugin
Lubin Baugin (ur. ok. 1610–1612 w Pithiviers, zm. 18 lipca 1663 w Paryżu) – francuski malarz barokowy, znany najbardziej z kompozycji martwych natur.

## Życiorys
Uczył się w Fontainebleau. Tytuł mistrzowski otrzymał w Paryżu w 1629 roku (podobnie jak Antoine Le Nain). Następnie wyjechał do Rzymu, skąd powrócił w 1641. W 1653 został członkiem królewskiej Akademii Sztuki. 
Na jego dorobek składają się dwie grupy dzieł. Pierwsza to martwe natury, uważane za dzieła młodzieńcze, wykonane przed wyjazdem malarza do Włoch. Znane są cztery takie obrazy: Martwa natura z waflami (lub Deser), Pięć zmysłów (oba w Luwrze), Martwa natura ze świecą (Galleria Spada, Rzym) i Czara z owocami (Musée des Beaux-Arts, Rennes). Prace te odznaczają się harmonią oraz wyważoną i wysublimowaną kompozycją.

„Deser” (Luwr) składa się z kieliszka wina i zwiniętych wafli; od czerni, szarości i kremowej bieli odcina się ciepły, rozjaśniony pośrodku błękit obrusa; dwa błękitne refleksy zastygły na złotawej czerwieni wina. Uplastyczniona gra krzywizn i prostokątów, „ascetyczny”, w gruncie rzeczy bardzo wybredny zestaw akcesoriów, ukryte rytmy rządzące rozmieszczeniem przedmiotów – wszystko to czyni z obrazów Baugina zjawisko niepowtarzalne wśród ogromnego bogactwa martwych natur XVII wieku (K. Secomska)

Przedstawione na obrazie Pięć zmysłów przedmioty mają obrazować właśnie zmysły: lustro – wzrok, chleb i wino – smak, goździki – węch, mandora (fr. mandore – lutnia sopranowa, bardzo popularna na początku XVII wieku we Francji) – słuch, karty i sakiewka – dotyk. Wszystkie cztery obrazy sygnowane są nazwiskiem „Baugin” i początkowo (czyli od ok. 1930, gdy dzieła zostały odkryte) historycy sztuki nie wiązali ich ze znanym z dzieł religijnych malarzem Lubinem Bauginem. Dopiero Michel Faré przedstawił powszechnie przyjmowaną dziś hipotezę, że autorem obu grup dzieł jest ten sam artysta.
Podczas pobytu we Włoszech Baugin uległ wpływowi twórczości Guido Reniego do tego stopnia, że zwany jest petit Guido („małym Guidem”). Dzieła Baugina powstałe w Rzymie i po powrocie do Francji znacząco różnią się od wcześniejszych dzieł, zarówno pod względem tematu, jak i stylu, stanowiąc odrębną, drugą grupę. Zamiast rygorystycznie komponowanych martwych natur, Baugin zaczął tworzyć dzieła religijne o charakterze dekoracyjnym. Malował zarówno niewielkie przedstawienia Świętej Rodziny (np. Święta Rodzina w Luwrze), jak i duże malowidła ołtarzowe (takie jak obrazy dla kościoła Notre-Dame w Paryżu). Wpływ na twórczość Baugina wywarł jednak nie tylko Guido Reni, ale i inni włoscy mistrzowie, tacy jak Correggio, Federico Barocci, Pietro da Cortona czy Andrea Sacchi. Natomiast prace powstałe po powrocie do Paryża (np. Martwy Chrystus z Musée des Beaux-Arts w Orleanie) noszą cechy oddziaływania szkoły z Fontainebleau.
Pierwsza wystawa dzieł artysty miała miejsce w 1958 roku w Musée des Beaux-Arts w Orleanie. Druga, licząca 15 dzieł z prywatnych kolekcji, została zorganizowana przez Erica Coatalema w jego paryskiej galerii w 1994 roku. Ostatnia miała miejsce ponownie w Musée des Beaux-Arts w Orleanie oraz Musée des Augustins w Tuluzie w 2002 roku.
Postać Baugina, grana przez Michela Bouqueta, pojawia się w filmie Wszystkie poranki świata w reż. Alaina Corneau z 1991. Przedstawiony jest tam jako jedyny przyjaciel Sainte-Colombe’a i maluje obraz Pięć zmysłów.

## Wybrane dzieła
Martwe natury
- Martwa natura z waflami (Deser), Luwr
- Pięć zmysłów (Martwa natura z szachownicą), Luwr
- Martwa natura ze świecą, Galleria Spada, Rzym
- Czara z owocami, Musée des Beaux-Arts, Rennes

Malarstwo religijne
- Maryja z Chrystusem i Janem Chrzcicielem, Musée des Beaux-Arts, Rennes
- Martwy Chrystus, Musée des Beaux-Arts, Orlean
- Niepokalane poczęcie, kościół w Cherré
- Ofiarowanie Maryi w świątyni, Musée Granet, Aix-en-Provence
- Opłakiwanie Chrystusa, Luwr
- Święta Rodzina, Musée Magnin, Dijon
- Święta Rodzina, Luwr
- Święta Rodzina z Janem Chrzcicielem i dwoma aniołami, The Snite Museum of Art, Notre Dame, USA
- Święta Rodzina ze świętymi i aniołami, ok. 1642, National Gallery, Londyn
- Święty Hieronim, Musée des Beaux-Arts, Caen

Malarstwo mitologiczne
- Dzieciństwo Jupitera, Musée des Beaux-Arts, Troyes[5]

## Galeria

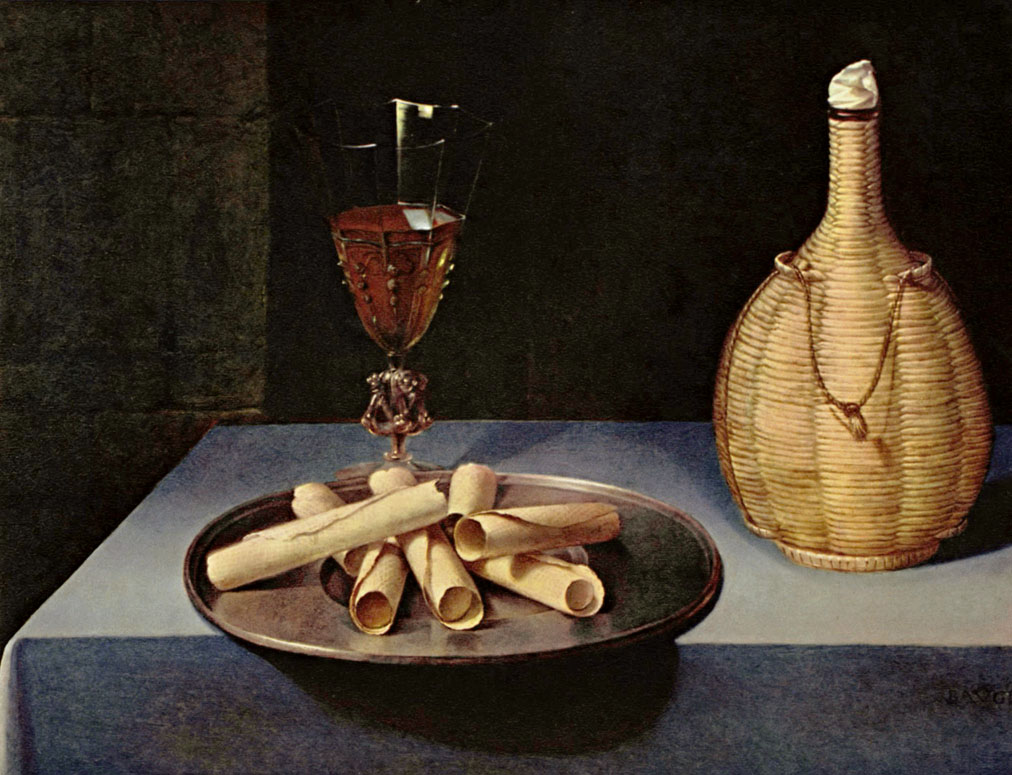
Martwa natura z waflami
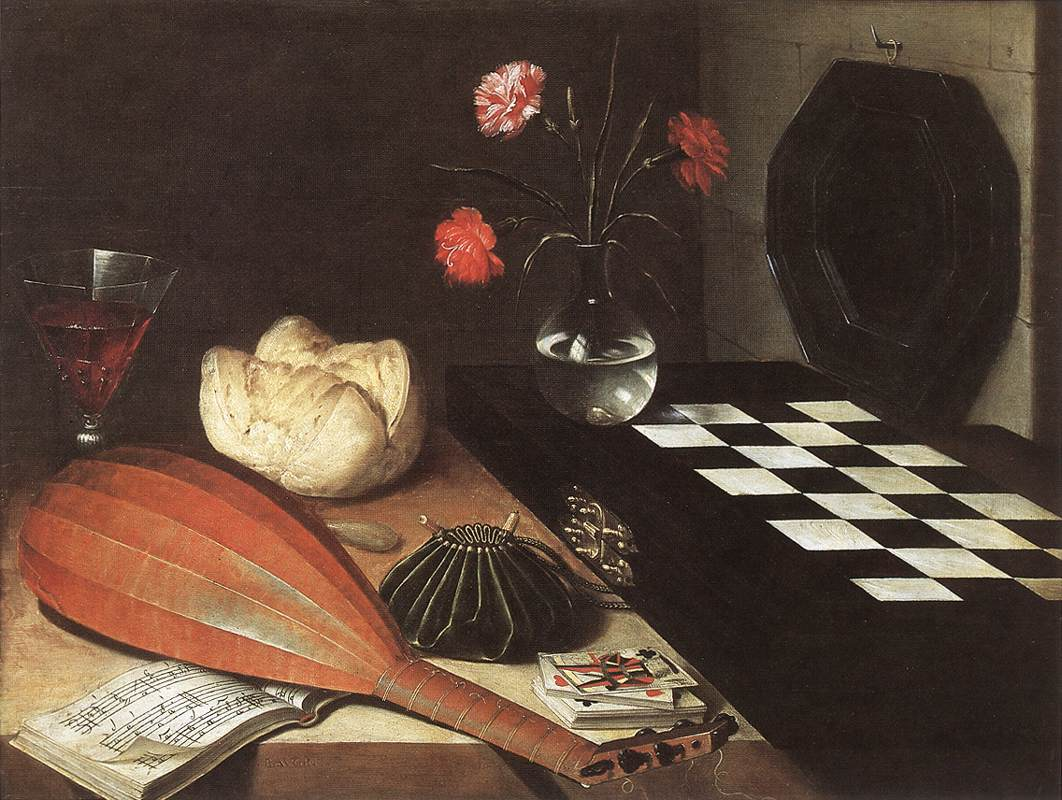
Pięć zmysłów
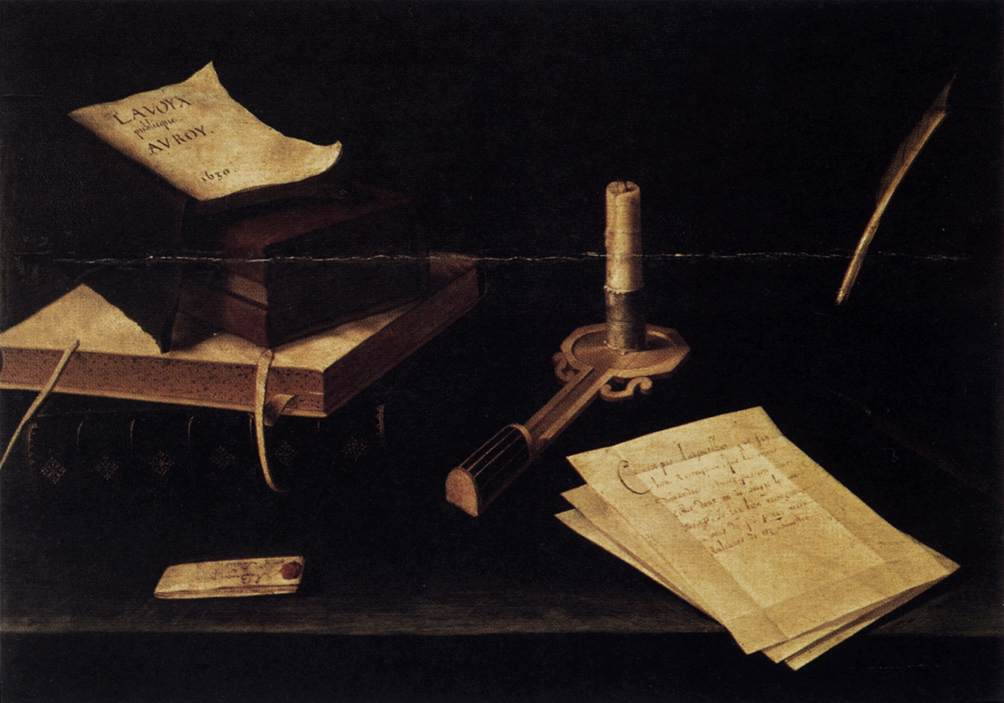
Martwa natura ze świecą
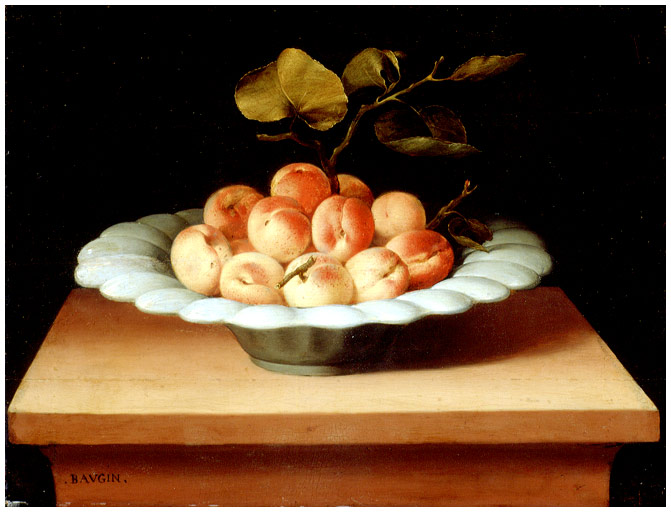
Czara z owocami
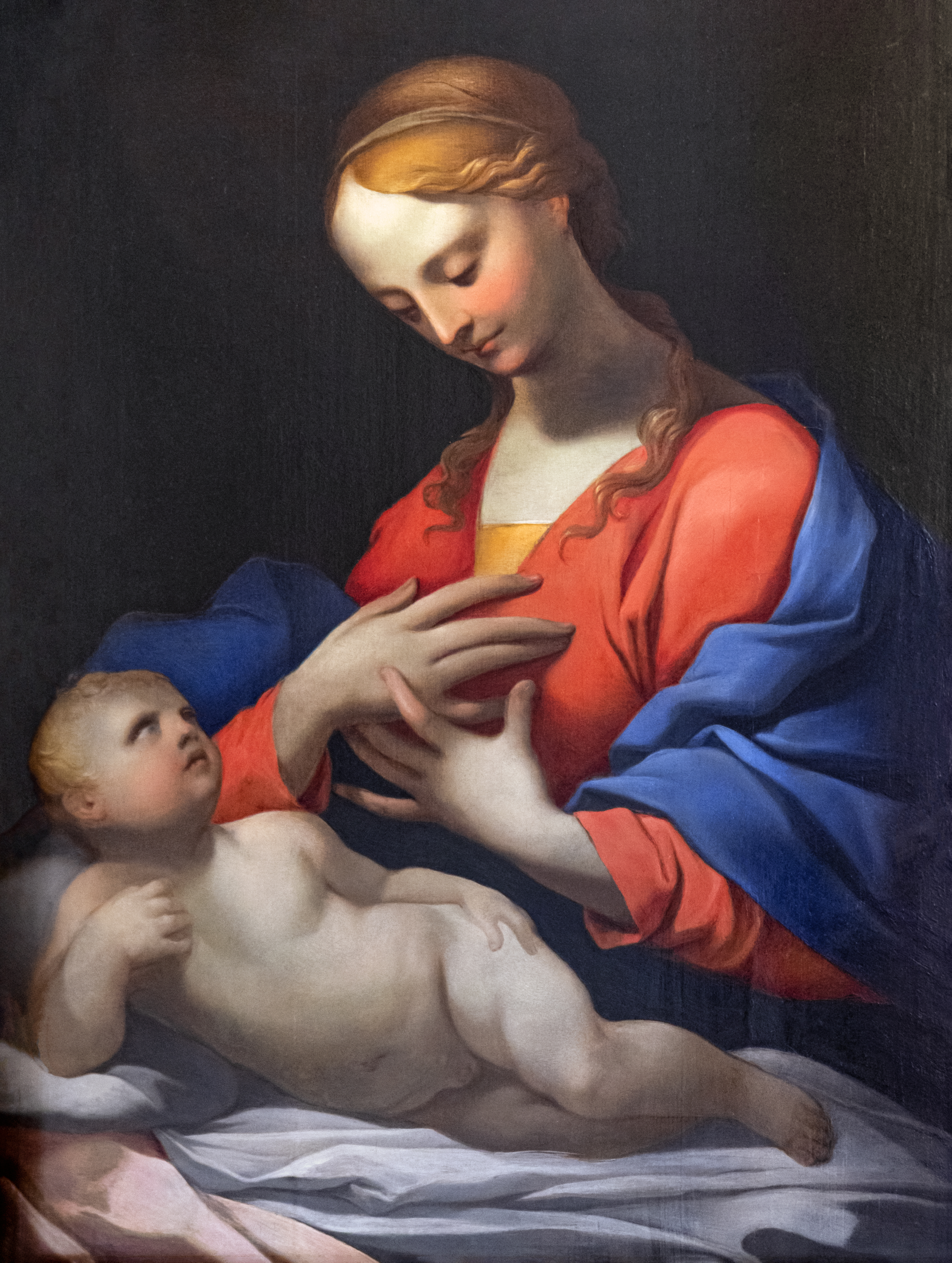
Maryja z Chrystusem
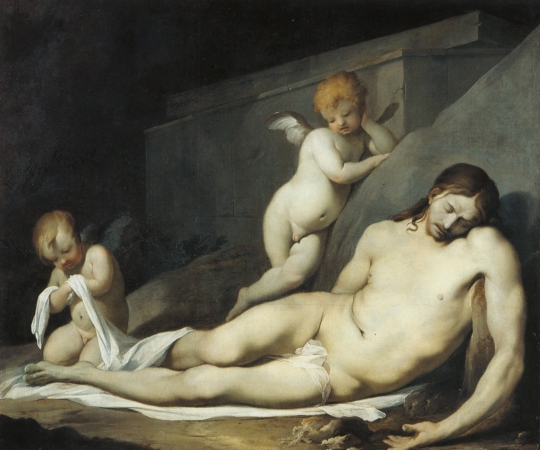
Martwy Chrystus
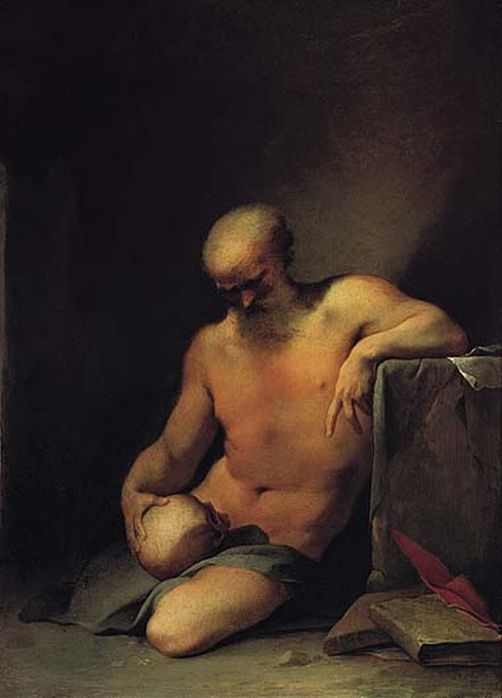
Święty Hieronim
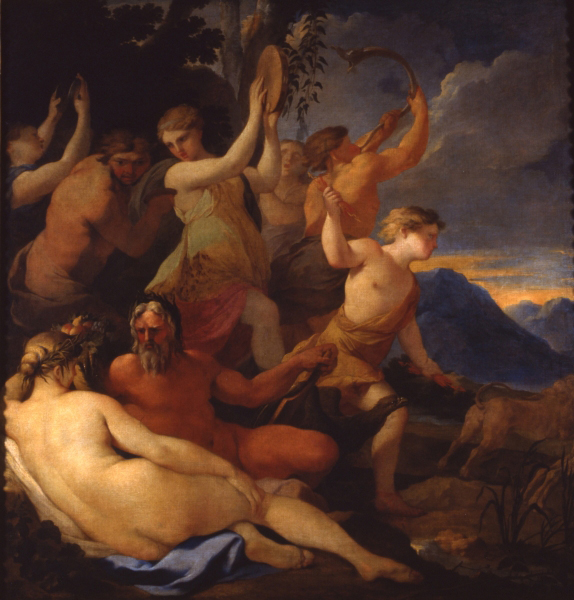
Dzieciństwo Jupitera

### Literatura dodatkowa
- P.-M. Auzas, L'Influence du Guide et Lubin Baugin, „Gazette des Beaux-Arts”, maj-czerwiec 1958
- E. Coatalem, Œuvres inédites de Lubin Baugin, „L’Estampille. L'Objet d'Art”, nr 371, s. 80-83
- E. Coatalem, N. Delosme, Lubin Baugin. Oeuvres religieuses et mythologiques provenant de collections privées, Paris 1994
- „Dossier de l'art”, nr 84, marzec 2002 [nr specjalny Lubin Baugin, le monde poétique des formes z artykułami: 
  - A. Daguerre de Hureaux, A. Notter, Lubin Baugin (vers 1610-1663)
  - P. Ramade, Baugin, peintre de natures mortes
  - S. Laveissière, Lubin Baugin, peintre parisien (v. 1610-1663)
  - J. Elmyre Doussot, Sainte Colombe et Lubin Baugin
  - M. Hilaire, Baugin et les maîtres de la Renaissance
  - D. Lavalle, Un grand décor jésuite: la Chapelle des Nobles de la maison professe
- M. Faré, Baugin, peintre de natures mortes, „Bulletin de la Société de l’Histoire de l’Art Française”, 1955, s. 15-26
- M. Faré, Le Grand Siècle de la nature morte en France, le XVIIe siècle, Fribourg 1974
- J. Thuillier, Lubin Baugin, „L'Oeil” 1963, nr 102, s. 16-27, 69-70
- J. Thuillier, Lubin Baugin, 2002 [katalog wystawy w Musée des beaux-arts w Orleanie, 22.02-10.06.2002 i Musée des Augustins w Tuluzie, 10.06-9.09.2002]